# Andriuszyno (obwód wołogodzki)
Andriuszyno (ros. Андрюшино) – wieś w Rosji, w rejonie wołogodzkim obwodu wołogodzkiego. W 2010 r. liczyła 7 mieszkańców.